# Rika Zaraï

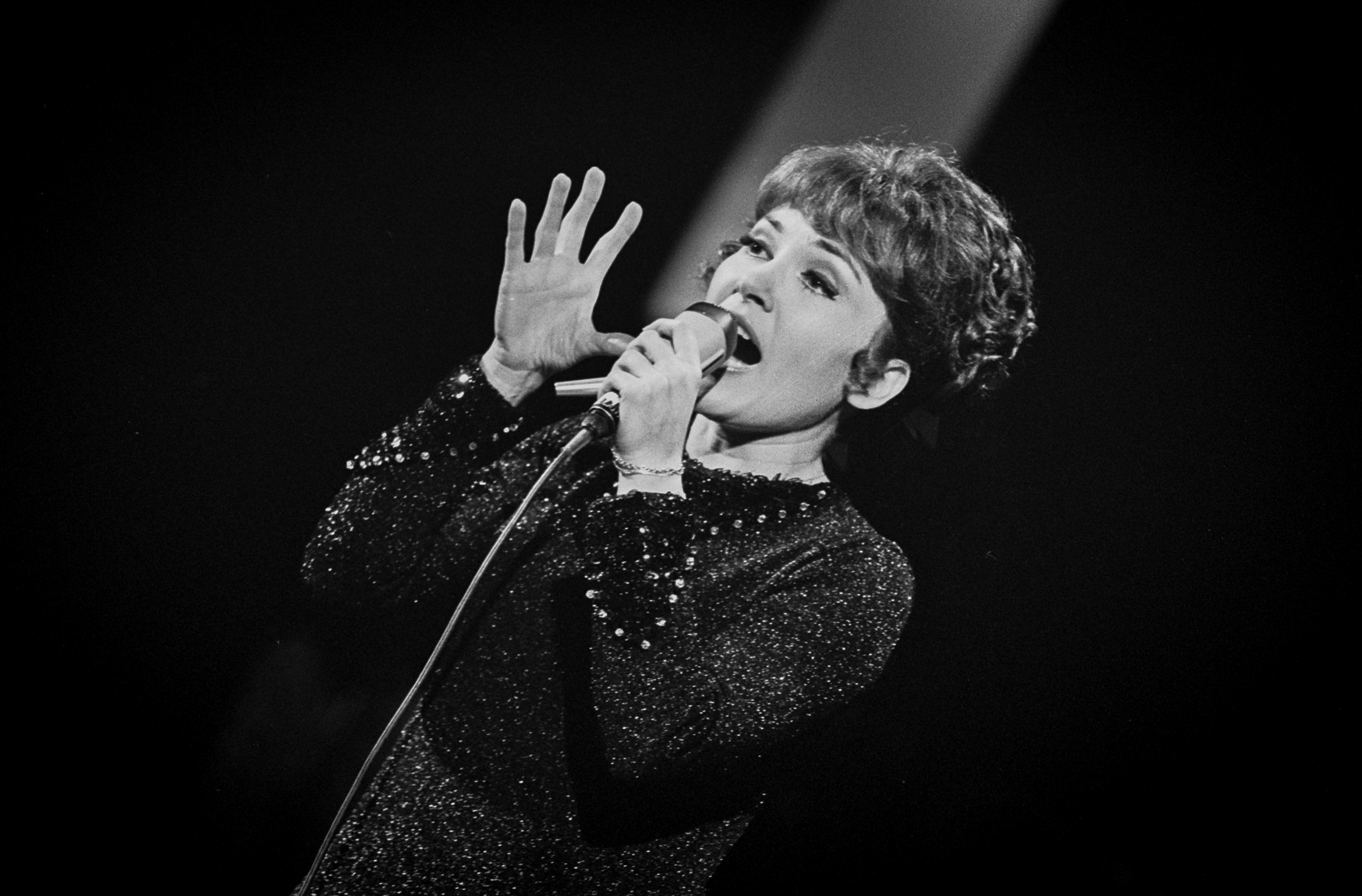
Rika Zaraï, Grand Gala du Disque Populaire, 7. März 1969

Rika Zaraï (hebräisch ריקה זראי; geboren am 19. Februar 1938 in Jerusalem als Rika Gozman [Rebekka > Rivka > Rika]; gestorben am 23. Dezember 2020 in Paris) war eine israelisch-französische Chansonnière und Schriftstellerin, die in Frankreich von den 1960er bis in die 1980er Jahre mit Hits wie Elle était si jolie, Alors je chante, Balapapa oder Casatschok sehr populär war. Sie soll in ihrer Karriere rund 29 Millionen Platten verkauft haben.

## Leben und Werk
Rika Zaraï stammte aus einer russisch-polnischen Familie und ihr musikalisches Talent wurde früh erkannt. Sie studierte Klavier am Konservatorium von Jerusalem und gewann den ersten Preis dort. Während des Militärdienstes wurde sie in der Militärmusik eingesetzt. Danach spielte sie in mehreren Musicals und trat erstmals in Europa auf. Danach lebte sie überwiegend in Frankreich und hatte auch hier ihre größten Erfolge, kehrte aber regelmäßig nach Israel zurück. Mit einer Fassung des hebräischen Volksliedes Hava Nagila gelang ihr 1960 der erste Erfolg in Frankreich. Zu dieser Zeit stand sie bei dem Label Bel Air unter Vertrag. Wenig erfolgreich war 1961 die deutsche Version des Titelliedes aus dem Film Exodus, Ein Land ist mein. Es folgen Top-10-Erfolge in Frankreich wie Roméo oder Elle était si jolie, einer Coverversion des französischen Vertreters beim Eurovision Song Contests 1963, Alain Barrière. Obwohl Zaraï selbst nie beim Wettbewerb antrat, nahm sie in den folgen Jahren immer wieder Lieder auf, die den Wettbewerb gewannen.
1965 wechselte Zaraï von Bel Air zu Philips. Dieser Vertrag sollte bis in die frühen 1980er Jahre halten.
1969 war das bis dahin erfolgreichste Jahr ihrer Karriere. Sie vertrat Frankreich beim Grand Prix RTL International mit dem Lied 21 rue des amours. Mit Alors je chante, einer französischen Version des spanischen Eurovisionssiegers 1969, Vivo cantando von Salomé, und Casatschok gelangen ihr zwei der größten Hits ihrer Karriere. Nach einem Autounfall am 9. November 1969 landete der Wagen kopfüber auf dem Dach eines Hauses. Zaraï lag danach sechs Tage im Koma, war mehrere Monate ans Krankenbett gefesselt und dachte infolge des äußerst schmerzhaften Heilungsprozesses an Suizid. Dennoch nahm sie danach eines ihrer fröhlichsten Lied ihrer Karriere, Balapapa, auf. Auch dieses Lied war ein großer Erfolg. Am 25. April 1970 stand sie wieder vor der Kamera und trug dieses Lied vor. Noch im gleichen Jahr hatte sie einen weiteren Hit mit Tante Agathe.
1978 und 1979 nahm sie jeweils die französischen Versionen der israelischen Eurovisionssieger A-ba-ni-bi und Hallelujah auf und landete damit zwei ihrer letzten Hits.
Ab Mitte der 1970er Jahre befasste sie sich intensiv mit dem Gebiet der Naturheilkunde und schrieb in der Folge ein Buch, Ma médecine naturelle, redigiert von Dan Franck, welches 1985 auf Französisch und in der Folge auch auf Hebräisch erschien und Auflagen in Millionenhöhe erzielt haben soll. Es folgte die Gründung eines Herstellungsbetriebes für medizinische Kräuter in Saint-Sylvain-d’Anjou, in dem zeitweilig 70 Angestellte arbeiteten. Sie wurde von Schulmedizin und Pharmakologen heftig angefeindet und sogar angezeigt. Die Firma schloss ihre Pforten im Jahr 1991. Die Publikationstätigkeit der Sängerin setzte sich jedoch fort und fand ihren Abschluss mit ihren Memoiren im Jahr 2006: L'espérance a toujours raison.
Am 3. Juni 2008 erlitt Zaraï einen Schlaganfall. Sie kam auf die Intensivstation des Hôpital de la Salpêtrière. Sie überlebte zwar, blieb aber auf der linken Körperhälfte partiell gelähmt.
2019 erschien mit 100 titres d’or eine 4-CD-Box mit 100 remasterten Liedern aus den acht französischen Originalalben, die zwischen 1964 und 1982 erschienen.
Zaraïs letzter Auftritt fand im Jahr ihres Ablebens statt, im Rollstuhl: Im Februar 2020 sang sie bei den Folies Bergère in Paris das Lied Prague. Das Publikum dankte ihr mit stehenden Ovationen.

## Bekannte Lieder
- 1959 Hava nagila, siehe Hava Nagila
- 1960 Dodi li
- 1961 Exodus, später auch tw. auf Deutsch gesungen
- 1967 Michaël
- 1967 Prague
- 1969 Alors je chante
- 1969 Casatschok, siehe Katjuscha
- 1970 Balapapa
- 1970 Tumbalalaika
- 1971 Eine Mauer in Jerusalem (hebräisch)
- 1973 C'est ça la France
- Le temps des fleurs
- Sans Chemise / Sans Pantalon

## Familie
Ihr Vater stammte aus Odessa, damals zum Russischen Kaiserreich gehörig, heute Teil der Ukraine. Ihre Mutter wurde in Waloschyn geboren, damals Polen, heute Belarus.
Sie war in erster Ehe ab 1958 mit dem Komponisten und Dirigenten Yohanan Zaraï (1929–2016) verheiratet. Das Paar hatte eine Tochter, Yaël, geboren 1959. Die Tochter lebt mit ihrer Familie in Los Angeles.
In zweiter Ehe war Rika Zaraï – rund 50 Jahre lang, bis zu ihrem Tod – mit Jean-Pierre Magnier verheiratet.

## Bibliographie

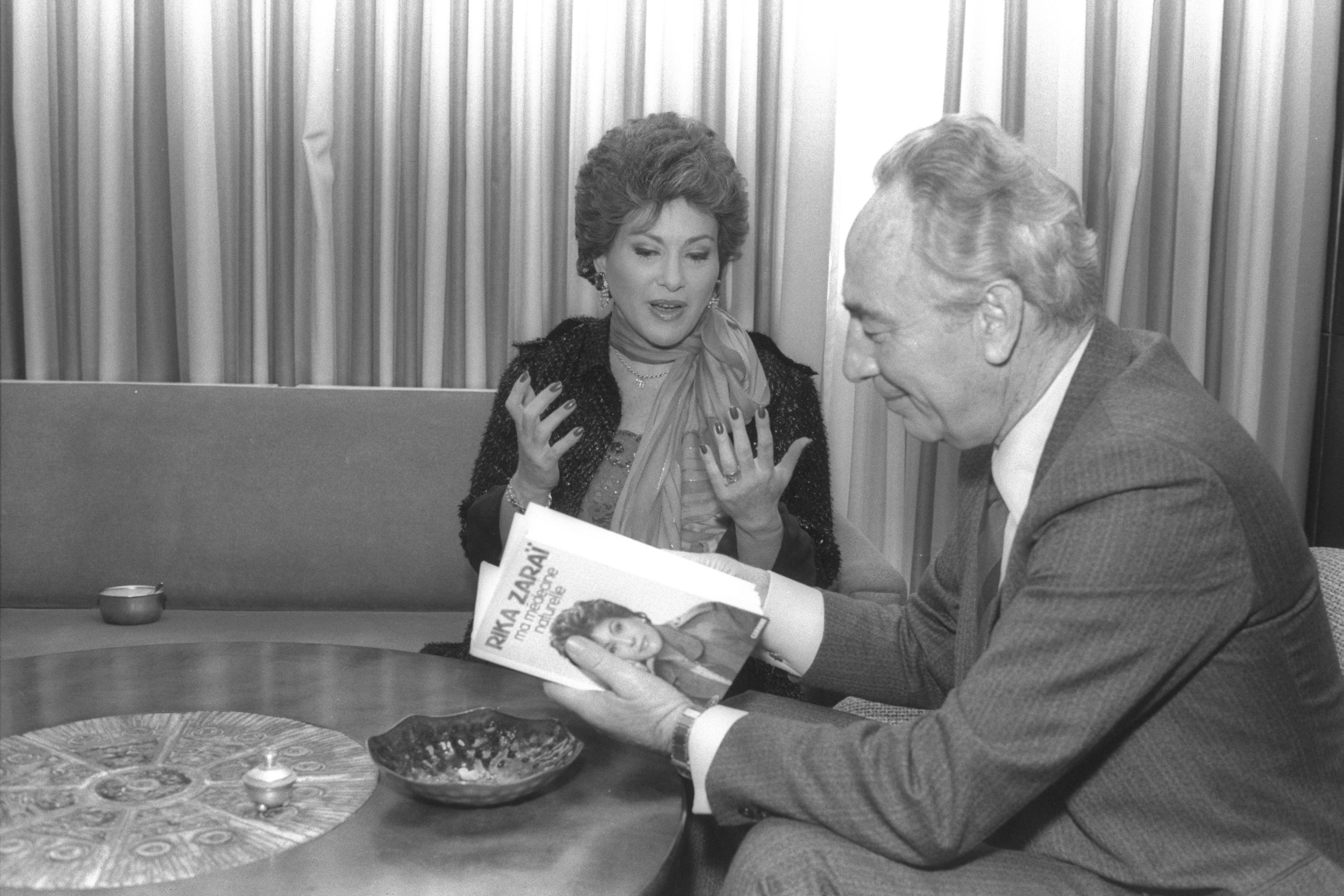
Rika Zaraï überreicht ihr Buch Ministerpräsident Shimon Peres, 1986

- Rika Zaraï à cœur ouvert, Rijois 1978
- Ma médecine naturelle, Michel Lafon 1985
- 47 recettes de plantes, Mangina 1986
- Soins et beauté par l'argile et les plantes, Mangina 1987
- Mes secrets naturels pour guérir et réussir, J-C Lattès 1988
- La Beauté naturelle, Mangina 1989
- Mes recettes saines et gourmandes, Taillandier 1989
- Ces émotions qui guérissent, Michel Lafon 1995
- Le Code secret de votre personnalité, Michel Lafon 1996
- L'espérance a toujours raison (mémoires), Michel Lafon 2006

## Belege
1. ↑  Rika Zaraï est morte à l’âge de 82 ans. In: Le Monde.fr. 23. Dezember 2020 (lemonde.fr [abgerufen am 27. Dezember 2020]).
2. ↑  Rika Zaraï - Ein Land Ist Mein. Abgerufen am 27. Dezember 2020.
3. ↑  Auf Tonträger bei Philips 336 280
4. ↑  Rika Zaraï est morte à l’âge de 82 ans. In: Le Monde.fr. 23. Dezember 2020 (lemonde.fr [abgerufen am 27. Dezember 2020]).
5. ↑  Alexandra Tizio: Rika Zaraï : cette nuit où elle a renoncé au suicide in extremis. In: Gala, französische Ausgabe. 23. Dezember 2020, abgerufen am 25. Dezember 2020.
6. ↑  RIKA ZARAI - BALAPAPA / 1970, abgerufen am 25. Dezember 2020
7. ↑  InfoDisc : Les Tubes de chaque Artiste commençant par Z. Abgerufen am 27. Dezember 2020.
8. ↑  the famous singer Rika Zaraï had opened a medicinal plant factory in Saint-Sylvain-d’Anjou. In: World Today News. 24. Dezember 2020, abgerufen am 25. Dezember 2020.
9. ↑  Rika Zaraï : 1959-2019 60 ans de Chansons ! - MARIANNE MELODIE. Archiviert vom Original (nicht mehr online verfügbar) am 19. Februar 2021; abgerufen am 27. Dezember 2020 (französisch).  Info: Der Archivlink wurde automatisch eingesetzt und noch nicht geprüft. Bitte prüfe Original- und Archivlink gemäß Anleitung und entferne dann diesen Hinweis.
10. ↑  La chanteuse israélienne Rika Zaraï est décédée à 82 ans (vidéos). In: Le Soir. 23. Dezember 2020, abgerufen am 25. Dezember 2020.
11. ↑  Lorine Paccoret: Mort de Rika Zaraï : qui est sa fille unique, Yaël, née de son premier mariage avec Yohanan Zaraï? In: Femme Actuelle. 23. Dezember 2020, abgerufen am 25. Dezember 2020.

| Personendaten    | Personendaten                    |
| ---------------- | -------------------------------- |
| NAME             | Zaraï, Rika                      |
| ALTERNATIVNAMEN  | Gozman, Rika (Geburtsname)       |
| KURZBESCHREIBUNG | israelisch-französische Sängerin |
| GEBURTSDATUM     | 19. Februar 1938                 |
| GEBURTSORT       | Jerusalem                        |
| STERBEDATUM      | 23. Dezember 2020                |
| STERBEORT        | Paris                            |